# Ереванский артистический театр имени Мгера Мкртчяна
Ереванский артистический театр имени Мгера Мкртчяна (арм. Երևանի Մհեր Մկրտչյան արտիստական թատրոն) — театр находящиеся в районе Кентрон, города Ереван, на улице Мовсеса Хоренаци. Назван именем его создателя, народного артиста СССР Мгера (Фрунзика) Мкртчяна.

## История

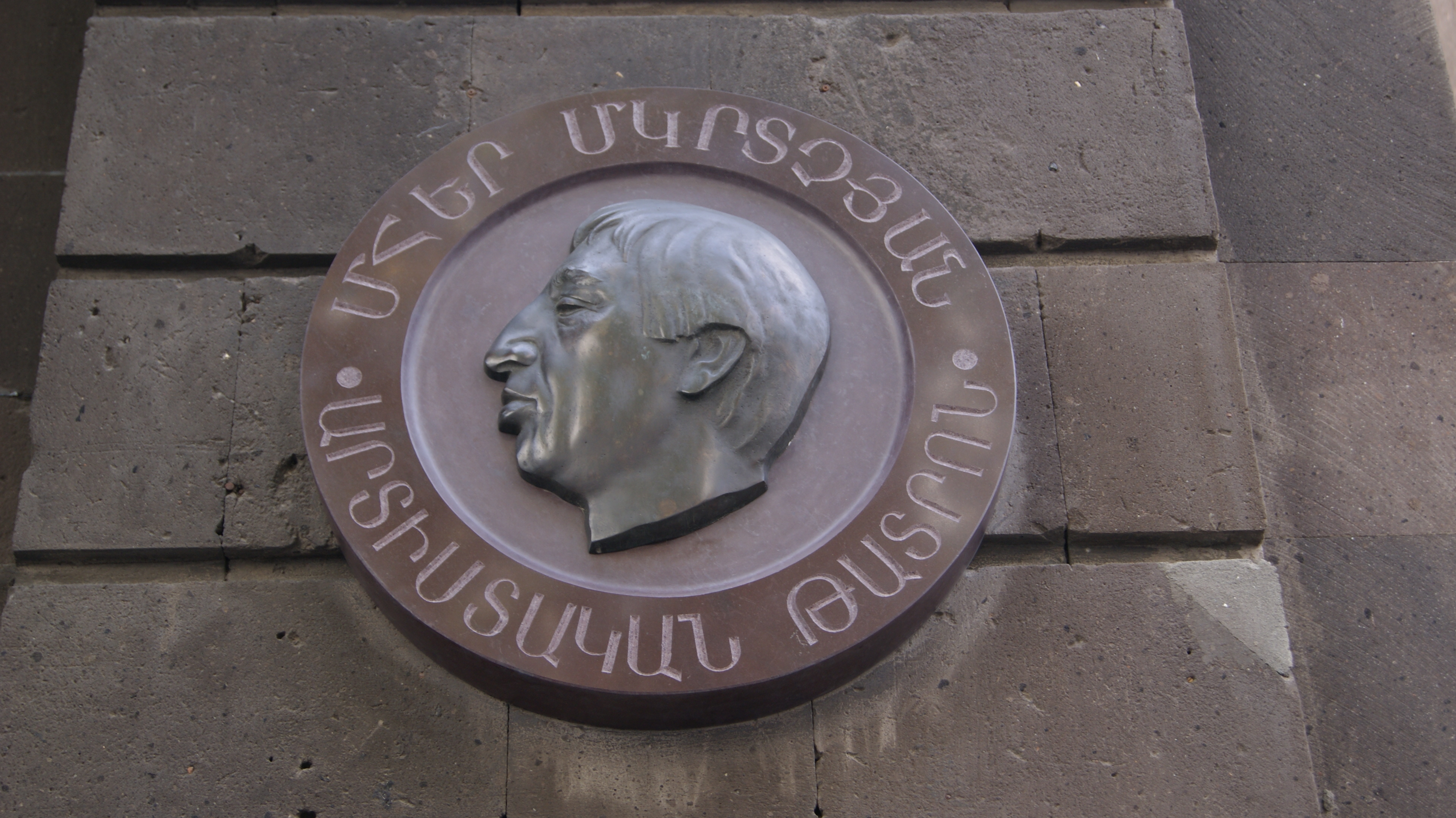
Мемориальная доска на фасаде театра Мкртчяна

Созданием театра Фрунзик Мкртчян занимался в последние годы своей жизни.
По особому решению правительства Армянской ССР для театра было предоставлено здание ереванского Дома торговли.
Основанный им театр Мкртчян назвал именем своего учителя Вардана Аджемяна, а после присвоения имени Аджемяна Государственному театру Гюмри, переименовал в «Артистический» (по замыслу Мкртчяна в новом театре должны служить молодые, по разным причинам лишённые возможности работать в других театрах, актёры). Мгер Мкртчян руководил театром менее года и успел поставить в своем театре два спектакля — «Казар идёт на войну» Ж. Арутюняна и драму «Жена пекаря» М. Паньоля.
После смерти Мкртчяна в 1993 году театр возглавила его вдова Тамара Оганесян, а после её отъезда из Армении театр несколько лет не действовал.
С 2000 по 2018 год художественный руководитель Альберт Мушегович Мкртчян
На здании театра — мемориальная доска с изображением профиля Фрунзика Мкртчяна.

## Труппа
В труппе 20 актёров в возрасте 35-40 лет, в постановках заняты также приглашённые актёры, приглашаются и режиссёры-постановщики.
- заслуженный артист РА Лала Мнацаканян;
- заслуженный артист РА Анаит Кочарян;
- Айк Саркисян;
- Арсен Григорян;
- Карине Сафарян;
- Нанор Петросян;
- Кнарик Закарян;
- Лиана Адамян.

## Репертуар
- 2004 «Любовная отповедь сидящему в кресле мужчине» Габриэль Гарсиа Маркес
- 2009 «Филумена Мартурано» Эдуардо де Филиппо